# John Thompson (Politiker, 1749)
John Thompson (* 20. März 1749 in Litchfield, Colony of Connecticut; † 1823 in Stillwater, New York) war ein US-amerikanischer Jurist und Politiker. Er vertrat zwischen 1799 und 1801 sowie zwischen 1807 und 1811 den Bundesstaat New York im US-Repräsentantenhaus.

## Werdegang
John Thompson wuchs während der britischen Kolonialzeit auf. Er besuchte Gemeinschaftsschulen. Im Alter von 14 Jahren zog die Familie Thompson nach Stillwater. 1788 wurde er zum Richter im Township von Stillwater ernannt. Er saß in den Jahren 1788 und 1789 in der New York State Assembly. Gouverneur George Clinton ernannte ihn 1791 zum ersten Richter in Saratoga County, eine Stellung, die er bis 1809 innehatte.
Als Gegner einer zu starken Zentralregierung schloss er sich in jener Zeit der von Thomas Jefferson gegründeten Demokratisch-Republikanischen Partei an. Bei den Kongresswahlen des Jahres 1798 wurde Thompson im siebten Wahlbezirk von New York in das damals noch in Philadelphia tagende US-Repräsentantenhaus gewählt, wo er am 4. März 1799 die Nachfolge von John Evert Van Alen antrat. Er schied nach dem 3. März 1801 aus dem Kongress aus.
1801 nahm er als Delegierter an der verfassunggebenden Versammlung von New York teil.
Thompson wurde im Jahr 1806 im elften Wahlbezirk von New York in das US-Repräsentantenhaus in Washington, D.C. gewählt, wo er am 4. März 1807 die Nachfolge von Peter Sailly antrat. Zwei Jahre später kandidierte er im achten Wahlbezirk von New York für einen Kongresssitz. Nach einer erfolgreichen Wahl trat er am 4. März 1809 die Nachfolge von James I. Van Alen an. Er schied nach dem 3. März 1811 aus dem Kongress aus.
Er verstarb 1823 in Stillwater und wurde dort auf dem Friedhof beigesetzt.